# Kidush Levaná
El Kidush Levaná (en hebreo: קידוש לבנה), (en español: "Santificación de la Luna"), es un ritual judío, realizado de noche, en el exterior, en el cual son recitadas una serie de oraciones, para bendecir y santificar a Dios por la creación y renovación de la Luna.

## Fuente
La fuente del Kidush Levaná está en el Talmud de Babilonia, (Sanedrín 42a), el Rabino Yohanan enseñaba que el que bendice la luna nueva, en su momento adecuado, es considerado como el que saluda a la Shejiná (la presencia divina), tal como está escrito en Éxodo 12:2: "Este mes os será principio de los meses, para vosotros será este el primero en los meses del año"). Reina-Valera (1960). Este verso es la fuente del primer mandamiento de la Torá, santificar el nuevo mes. El Kidush Levaná está basado en el calendario lunar.  Muchas sinagogas colocan el texto de la oración con grandes caracteres en una pared exterior.

## Horario
La ceremonia del Kidush Levaná se realiza durante el primer avistamiento de la luna nueva, en su momento adecuado, algunos opinan que es solo entonces cuando debe decirse la bendición, estando de pie. Entre los Mekubalim, el Rabino Jaim Vital adoptó igualmente la opinión de que la ceremonia debía celebrarse durante la primera noche de la luna nueva. De todos modos, la costumbre popular es esperar tres días enteros después del molad, la aparición de la luna nueva, mientras que algunos esperan hasta siete días. La última ocasión para celebrar el Kidush Levaná, es a mediados de mes, al cabo de 14 días, 18 horas, y 22 minutos (algunas autoridades extienden este límite hasta 15 días completos) después del molad.

## Ritual
Es costumbre decir el Kidush Levaná al finalizar el Shabat. La Luna debe ser visible, y no estar totalmente cubierta por las nubes, y la ceremonia normalmente se celebra en el exterior. Mientras que es costumbre decir la oración con una gran multitud después de los servicios del sábado por la tarde, o al menos se debe contar con un Minyán, también se puede decir sin un minyán, a mediados de semana. Incluso en los lugares en los que hay un tiempo nuboso o lluvioso, la gente recitará la bendición al ver la Luna. Durante el mes de Tishrei, el ritual es normalmente aplazado hasta la conclusión de Yom Kippur, otros tienen la costumbre de decir la bendición después de Yom Kippur. En el mes de Av, es tradicionalmente aplazada, siguiendo el ayuno de Tisha b'Av (el ayuno del 9 de Av), ya que el inicio del mes es tiempo de duelo, y la plegaria debe ser dicha con alegría. Si la festividad cae en domingo, el Kidush Levaná es aplazado hasta el lunes. Es costumbre decir unos párrafos adicionales, que fueron añadidos a la bendición en el siglo XVI, por el rabino y cabalista Isaac Luria. Estos párrafos son unos versos cabalísticos, y tienen un profundo significado.